# Chris Van Espen
Chris Van Espen (Heverlee, 4 januari 1979) is een Belgisch acteur, imitator, regisseur en schrijver.

## Carrière
Van Espen werd geboren in Leuven en groeide op in deelgemeente Heverlee.
Hij verwierf bekendheid door het imitatieprogramma Tegen de Sterren op, waar hij onder andere Sam Gooris imiteert.
Voordat hij in 2010 begon als acteur en imitator, werkte hij als koerier in regio Leuven.
Zijn imitatie van Sam Gooris was al een feit in zijn dagelijks leven. Van Espen werd in 2010 ontdekt via YouTube en werd bij het grote publiek vooral bekend door Tegen de Sterren op. Hiervoor zette hij het humoristische spiegelbeeld van onder meer Sam Gooris, Showbizz Bart, Jani Kazaltzis, Frank Deboosere, Wouter Beke, Staf Coppens, Gunther Levi en de Bomma van Familie neer.
Hij duikt regelmatig op in panelprogramma's.
In 2012 vertolkte hij een gastrol in de fictiereeks Quiz Me Quick. In 2013 maakte hij deel uit van de cast van En toen kwam ons ma binnen. Eind 2013 vertolkte hij onder meer "Jan" in 'het weer' van VTM Kzoom. Ook vertolkte hij de hoofdrol in de spot van Laundry Day 2015, dat geregisseerd werd door Luk Wyns.
Sinds 2017 maakt hij deel uit van Het Farcetheater.

## Privé
In 2020 trad Van Espen in het huwelijk.

## Televisie
- Sterregem (2024) - diverse rollen
- Het Jachtseizoen (2022) - zichzelf
- Crimi Clowns (2017) - pizza Chris
- Stil Water (2015) - Gregory
- De Kroongetuigen (2014) - Chris Wens
- Komt een Belg bij de Dokter (2013-2014) - zichzelf
- VTM Telefoneert (2013) - zichzelf
- En toen kwam ons ma binnen (2013) -
- Lang Leve (2012-2013) - diverse rollen
- Quiz Me Quick (2012) - sollicitant kapperszaak
- Tegen de Sterren op (2010-2018) - diverse rollen